# Anastas Watew
Anastas Wetew Watew (bułg. Анастас Ветев Ватев, ur. 3 listopada 1881 w Łoweczu, zm. 21 kwietnia 1967 w Sofii) – bułgarski wojskowy, generał major, minister wojny Carstwa Bułgarii (1934), brat gen. Iwana Watewa.

## Życiorys
Był synem Wetio Watiowa i Conki. W 1903 ukończył szkołę wojskową w Sofii i uzyskał awans na stopień podporucznika artylerii. Studia kontynuował w Akademii Wojskowej w Turynie. Brał udział w I wojnie bałkańskiej jako dowódca baterii w 4 pułku artylerii. Został ranny w bitwie pod Czataldżą. W czasie I wojny światowej w stopniu kapitana, a od 1916 majora był szefem sztabu brygady w 7 rilskiej dywizji piechoty, a następnie kierował wywiadem w sztabie armii. Pod koniec wojny dowodził kompanią w 7 dywizji piechoty. Po zakończeniu wojny objął stanowisko zastępcy dowódcy 8 pułku piechoty, a następnie to samo stanowisko w 1 pułku piechoty stacjonującym w Sofii. W 1923 objął funkcję szefa sztabu 6 dywizji piechoty, a od 1927 dowódcy 8 tundżańskiej dywizji piechoty. W 1930 uzyskał awans na pierwszy stopień generalski i od tego czasu służył w II Okręgu Inspekcji Wojskowej. 9 maja 1934, tuż przed przewrotem wojskowym objął stanowisko ministra wojny w gabinecie Nikoły Muszanowa. Mimo iż był związany ze Związkiem Wojskowym, który przygotowywał zamach, objął kierownictwo resortu bez konsultacji z kierownictwem organizacji.
Po zamachu osadzony w areszcie domowym i internowany. W lipcu 1934 wyjechał z kraju i zamieszkał w Turynie. Powrócił do kraju w 1935 i zaangażował się w działalność Narodowego Ruchu Socjalnego, za co został ponownie internowany. Od 1937 pracował w przedsiębiorstwie, które zajmowało się handlem bronią. Po przejęciu władzy przez komunistów w 1944 aresztowany i wydalony z kraju. Powrócił do Bułgarii w 1946.
Zmarł w 1967 w Sofii.

## Awanse
- podporucznik (Подпоручик) (1903)
- porucznik  (Поручик) (1906)
- kapitan  (капитан) (1910)
- major  (Майор) (1916)
- podpułkownik  (Подполковник) (1918)
- pułkownik  (Полковник) (1923)
- generał major  (Генерал-майор) (1930)

## Odznaczenia
- Order Waleczności 4. st. I i II klasy
- Order Świętego Aleksandra III stopnia i V stopnia z mieczami
- Order Zasługi Wojskowej 2 st.
- Krzyż Żelazny 2 st.